# Oryza sativa
Oryza sativa és la més comuna de les dues espècies d'arròs conreades com a cereal, l'altra espècie és O. glaberrima, arròs africà. Va ser domesticat per primera vegada a la conca del riu Yangtze a la Xina fa entre 13.500 i 8.200 anys.
Oryza sativa pertany al gènere Oryza i al clade BOP de la família de les gramínies Poàcies. Amb un genoma format per 430 mbp a través de 12 cromosomes, és conegut per ser fàcil de modificar genèticament i és un organisme model per a l'estudi de la biologia de cereals i monocotiledonis.

## Botànica
L'espècie té una tija erecta que creix de 80 a 120 cm d'alt, amb una superfície llisa. La fulla és lanceolada,  llarg, i creix a partir d'una lígula.

## Classificació
Oryza sativa conté dues subespècies principals: la varietat japonica o sinica enganxosa i de gra curt i la varietat no enganxosa i de gra llarg. Japonica es va domesticar a la vall del Iang-Tsé fa entre 9 i 6.000 anys, i les seves varietats es poden conrear en camps secs (es conrea principalment submergit al Japó), a l'est asiàtic temperat, zones altes del sud-est asiàtic i elevacions elevades a El sud d'Àsia, mentre que l'índica es va domesticar al voltant del Ganges fa 8.500-4.500 anys, i les seves varietats són principalment arròs de terra baixa, cultivats majoritàriament submergits, a tota l'Àsia tropical. El gra d'arròs es presenta en una varietat de colors, com ara arrossos blancs, marrons, negres, morats i vermells.
Una tercera subespècie, que és de gra ampli i prospera en condicions tropicals, es va identificar a partir de la morfologia i inicialment es va anomenar javanica, però ara es coneix com a tropical japonica. Alguns exemples d'aquesta varietat inclouen els conreus de gra mitjà "Tinawon" i "Unoy", que es conreen a les terrasses d'arròs d'alta alçada de les muntanyes de la Cordillera al nord de Luzon, a les Filipines.
Glaszmann (1987) va utilitzar isoenzims per classificar O. sativa en sis grups: japonica, aromatic, indica, aus, rayada i ashina. dfas fads
Garris et al. (2004) van utilitzar repeticions de seqüències simples per classificar O. sativa en cinc grups: japonica temperada, japonica tropical i aromàtica comprenen les varietats japonica, mentre que indica i aus comprenen les varietats índica. dfas dsf a

## Nomenclatura i taxonomia
L'arròs s'ha conreat des de l'antiguitat i oryza és una paraula llatina clàssica per a l'arròs mentre que sativa significa "cultivat". asdf adsf a